# تشكيلات يا علي الشعبية
تشكيلات يا علي الشعبية ( العربية: تشكيلات يا علي الشعبية (الحشد الشعبي) هي ميليشيا شيعية في العراق. أفادت التقارير بشنها هجمات ضد سوريين مقيمين في العراق، وخاصةً المشتبه بدعمهم لهيئة تحرير الشام، وهي منظمة إسلامية سنية متشددة وسياسية في سوريا.

## تاريخ
انتشر مقطع فيديو يُظهر المجموعة وهي تهاجم عمالًا سوريين في العراق. وظهر في المقطع ثلاثة عناصر ملثمين من الميليشيا وهم يضربون ويهددون سوريين، متهمين إياهم بدعم هيئة تحرير الشام.  وشوهد أحد عناصر الميليشيا وهو يحمل مسدسًا.
أعلنت الجماعة أنها ستتخذ إجراءات ضد مرتكبي العنف ضد العلويين السوريين، مستشهدة بتقاعس الحكومة كمبرر. كما قالت الجماعة إنها "ستلاحق جميع السوريين الذين يدعمون الجولاني وتطردهم من البلاد".
وزعمت المجموعة أنها "تابعت" أنشطة سوريين عراقيين على وسائل التواصل الاجتماعي الذين "أشادوا" بحكم الرئيس السوري أحمد الشرع وعمليات قوات الأمن السورية ضد الموالين للأسد.
أدان رئيس الوزراء العراقي محمد شياع السوداني هجوم الجماعة، ووصفه بأنه "أعمال عنف مخزية ضد عدد من الإخوة السوريين العاملين في العراق". وأمر بتشكيل فريق أمني لتعقب الأشخاص المسؤولين عن "ارتكاب أعمال عنف مخزية" ضدهم. كما اعتقلت قوات الأمن العراقية ما لا يقل عن 13 شخصًا بتهمة "الترويج للجماعات الإرهابية" و"دعم" عمليات القتل الجماعي للعلويين السوريين.
وزعمت حسابات على وسائل التواصل الاجتماعي أن المجموعة تابعة لقوات الحشد الشعبي، وهي جماعات شبه عسكرية مدعومة من إيران، أو الحرس الثوري الإسلامي، وهو فرع من القوات المسلحة الإيرانية.